# Chybkie
Chybkie (deutsch Hypkenmühle) ist ein Wohnplatz in der Woiwodschaft Westpommern in Polen. Er gehört zur Gmina Dygowo (Landgemeinde Degow) im Powiat Kołobrzeski (Powiat Kolberg).

## Geographische Lage
Der Wohnplatz liegt in Hinterpommern, gut 1 Kilometer nordwestlich des Dorfes Włościbórz (Lustebuhr), am linken Ufer der Persante.

## Geschichte
Der Wohnplatz ist aus der Wassermühle des Gutes Lustebuhr hervorgegangen. In Ludwig Wilhelm Brüggemanns Ausführlicher Beschreibung des gegenwärtigen Zustandes des Königlich-Preußischen Herzogtums Vor- und Hinterpommern (1784) ist als Zubehör des Gutes Lustebuhr eine „Wassermühle, die Hypkemühle genannt“ aufgeführt. Als weitere Schreibweisen kommen vor Hypcker Mühle, so auf dem amtlichen Messtischblatt, sowie Hypke-Mühle, Hüpkenmühle und Hypkermühle. Der Name erklärt sich durch den alten Flurnamen der Hochfläche, die hier an die Persante grenzt, welche die Hüpk genannt wurde.
Im Jahre 1871 wurden in Hypkenmühle 5 Einwohner gezählt, in den Jahren 1885 und 1895 4 Einwohner.
Nachdem der Mühlenbetrieb aufgegeben worden war, wurde an dem Ort das Forsthaus des Gutes Lustebuhr eingerichtet. Auf dem letzten deutschen Messtischblatt (Ausgabe 1940) ist der Ortsname weggefallen und durch den Hinweis „zu Lustebuhr“ ersetzt.
Der Wohnplatz gehörte bis 1928 zum Gutsbezirk Lustebuhr. Mit Lustebuhr wurde der Wohnplatz im Jahre 1928 in die Gemeinde Peterfitz eingemeindet, dort aber amtlich nicht als eigener Wohnplatz geführt.
Nach 1945 kam der Wohnplatz, wie ganz Hinterpommern, an Polen. Er erhielt den polnischen Ortsnamen Chybkie. Er liegt heute im Gebiet der polnischen Gmina Dygowo (Landgemeinde Degow).